# Kratesis
Kratesis (KPATHΣIΣ) ist eine römische Personifikation der Staatsgewalt und leitet sich von dem griechischen Wort krateo für ‚Gewalt haben‘ oder ‚herrschen‘ ab. 
Kratesis ist einzig auf in den Jahren 68 und 69 von dem Präfekten Tiberius Iulius Alexander unter Galba und Otho  in Alexandria geprägten Münzen dargestellt. Mit einer kleinen Victoriastatue in der rechten Hand und einem Tropaion in der linken weisen diese Siegesattribute auf die Macht Roms über Ägypten hin. Ansonsten ist die Personifikation unbekannt.